# Carmópolis
Carmópolis é um município brasileiro do estado de Sergipe. Localiza-se no leste do estado, sendo acessado a partir da BR-101.

## História
Rancho foi o nome primitivo de Carmópolis. Seu nascimento como povoado data do fim do período Colonial e início do Império resultando de um simples ponto de parada de feirantes; estes aí se reuniam para atravessar em grupo a antiga mata do Bonsucesso, onde havia mocambos de escravos fugidos dos engenhos da Cotinguiba, que com frequência atacavam os viajantes.
A denominação posterior de Carmo tem sua origem provável na influência dos Padres Carmelitas da Missão de Japaratuba, os quais, segundo D. Marcos de Souza - Memória da Capitania de Sergipe - 1808, visitaram "as correntes dos dois famosos Japaratuba, dos dois deliciosos Lagartixos e do puro Siriry. Todos estes rios deságuam no mar, quatro léguas abaixo da Missão de Nossa Senhora do Carmo".
Do magnífico subsídio de D. Marcos de Souza à História de Sergipe, em que localizava a "Missão de Nossa Senhora do Carmo" quatro léguas acima da atual povoação de Pirambu, na barra do Japaratuba, tira-se a conclusão de que nenhuma dúvida pode ser suscitada quanto à passagem dos Carmelitas por Carmópolis, quando a atual cidade não passava de incipiente povoação. Data dessa época a construção da Igreja de Santana do Massacará, situada a pequena distância de Carmópolis.

## Geografia
A cidade, a 10 m do nível do mar, dista 31 km em linha reta, rumo NNE, de Aracaju. Suas coordenadas geográficas são: 10° 39' 00" de latitude sul e 37° 00' 20" de longitude oeste.

### Limites
Com 56 km² de área e integrante da zona fisiográfica Central, limita-se com Japaratuba, Rosário do Catete, General Maynard, Pirambu e Santo Amaro das Brotas.

### Clima
O clima é saudável, tornando-se insalubre apenas nas margens do Japaratuba. A temperatura chega no verão aos 35 °C, e desce no inverno a 18 °C. As chuvas mais intensas ocorrem entre abril e agosto.

### Solo
Predominam os solos argilosos, com elevações de pequena importância, como o sêrro de Massacará e o pico Cabeça de Boi.

### Hidrografia
Banham o município o já citado Japaratuba, o Riachão e os riachos Mariquita e Diogo.

## Demografia
Pelo recenseamento de 1960, a população de Carmópolis era de 3.439habitantes; verificava-se, assim, um acréscimo de 11,5%, em relação a 1950. Residiam em áreas rurais 1.904 pessoas e 1.579 na cidade. Segundo estimativa do Laboratório de Estatística do IBGE, em 1 de julho de 1968, a população atingia a 3.752 habitantes, com uma densidade demográfica de 67 hab/km².
O Registro Civil acusou, em 1967, o movimento de 29 casamentos, 122 nascimentos e 52 óbitos (16 de menores de um ano).

## Economia
A história moderna de Carmópolis se inicia, verdadeiramente, em fins de 1963, quando a Petrobrás verificou a produtividade econômica do campo de petróleo existente no subsolo da região. O primeiro embarque de óleo, por ferrovia, para Aracaju, Catu, Candeias e Madre de Deus ou Mataripe, data de fevereiro de 1965.
Em 1967, construído o oleoduto Carmópolis-Atalaia Velha, elevou-se a produção diária para 10 mil barris.
A estação inicial de Campo está a 4 km da cidade (Estação de bombeio de Bonsucesso). Após recolhimento, o petróleo é transferido até o Terminal de Atalaia Velha (47 km de extensão), localizado quase à beira-mar, próximo ao aeroporto de Aracaju.
Em 30 de junho de 1968 existiam 178 poços de óleo, cujas reservas eram estimadas em 13,4 milhões de m³.
A produção dos poços de Carmópolis, em 1967, alcançou 663.579 m³, elevando-se para 1,2 milhões de m³, em 1968, e, segundo estimativa, alcançaria 2.3 milhões de m³, em 1969.
Carmópolis contava, em 1965, 6 estabelecimentos de indústrias de transformação, que empregavam 12 operários. O valor da produção alcançou NCr$ 73,8 miIhares. O gênero principal era o de produtos alimentares, com 4 estabelecimentos, 7 operários e 65,2 % do valor total. Seguiam-se o de bebidas, com 1 estabelecimento, 3 operários e 30,2 % do valor, e o de madeira, com 1 estabelecimento 2 operários e 4,6%.
O valor da colheita agrícola, em 1967, alcançou NCr$ 1,9 milhão, cobrindo uma área de 1.041 hectares. A cana-de-açúcar contribuiu com 89,6% desse valor, e com uma produção de 56 mil toneladas.
Seguiram-se o coco-da-baía, com 5,1% do valor e 640 t, a mandioca com 2,7%, do valor e 2.430 t, e a banana, com 1,6% do valor e 20 mil cachos. Em menor escala, apresentam-se caju, batata-doce, laranja, amendoim e feijão. Em 1967 o IBRA cadastrou 58 imóveis rurais.
Os rebanhos do município se elevavam, em 1966, a 7.570 cabeças, avaliadas em NCr$ 730,0 milhares. Destacava-se o gado bovino, com 3.400 cabeças, representando 78,8% daquele valor.
Com 2.080 cabeças, cobrindo 13,5% do valor, seguiam-se os suínos, e, por fim, 1.000 ovinos, 500 caprinos, 300 equinos, 250 muares e 40 asininos. A criação do gado bovino tem em vista o abastecimento leiteiro e de carne e o emprego da tração animal no campo.
Foram abatidas 388 cabeças de bovinos, 324 de suínos, 194 de ovinos e 74 de caprinos, em 1967; resultaram 104,7 t de produtos de matadouro, no valor de NCr$ 164,9 milhares. O predomínio coube à carne verde de bovino, com 71,4 t e 75,8% do valor total, e completaram a pauta as carnes verde e salgada de suíno, carnes verdes e peles sêcas de ovino e caprino, toucinhos fresco e salgado, chispes de suíno, couro verde de bovino, banha não refinada, miúdos frescos de suíno, línguas frescas em geral, tripa fresca de suíno e ossos a granel.

## Política

### Administração
- Prefeito: Esmeralda Mara Silva Cruz(PSD) (2020/2024)
- Vice-prefeito: Hyago Silva Cruz(PSD)

### Poder Legislativo
- Mesa Diretora: Presidente: Ver. Luiz Guimarães Silva (Luizinho) (PSD); Vice-Presidente: Ver. Cléia dos Santos Dantas(PSD); 1° Secretário: Ver. Genilda Vieira do Couto(PSB); 2° Secretário: Ver. Manoel Lima Mendoça(PSD).
- Vereadores: Aércio de Oliveira dos Santos(Suplente/PSD) Assumiu em 02 de dezembro de 2021; Gladson Garcia Araújo(PSB); José Messias Feitosa Lima (Messias do Fogão) (DEM); Paulo da Silva Filho(DEM); Adryan Pereira da Silva (Boquinha) (PSD); Luzia Gomes dos Santos (Luzia da Saúde) (PSD); João Vieira de Jesus Neto(PSC).

### Formação Administrativa
O município foi criado devido a Lei estadual n° 795, de 23 de outubro de 1920, com território desmembrado do de Rosário do Catete; a criação do distrito deve-se à de n° 819, de 7 de novembro de 1921.
Instalado em 1 de janeiro de 1923, figura o Município de Carmo, em 1933, com um só distrito.
Decreto-lei estadual n.° 377, de 31 de dezembro de 1943, modificou para Carmópolis o topônimo do Município e do distrito. Até a presente data permanece o Município de Carmópolis com o distrito único da sede.
É Termo vinculado à Comarca de Japaratuba.